# Isolepis alpina
Isolepis alpina är en halvgräsart som beskrevs av Joseph Dalton Hooker. Isolepis alpina ingår i släktet borstsävssläktet, och familjen halvgräs. Inga underarter finns listade i Catalogue of Life.